# Nefelometar
Nefelometar (gr. nephele – magla) je mjerni instrument za mjerenje zamućenja (mutnoća ili mutež) fluida (tekućina i plinova). Zamućenje je svojstvo fluida (tekućina i plinova) koje opisuje prisutnost suspendiranih ili koloidalnih tvari u otopini. Mjerenja zamućenja iznimno su važna u nadzoru kakvoće pitke vode, otpadnih voda i industrijskih voda. Čimbenici koji utječu na zamućenje su: koncentracija čestica, odnos indeksa loma svjetlosti čestice i okolnog medija, veličina, oblik i raspodjela čestica, te valna duljina ulaznog zračenja. Vrijednosti zamućenja ovise i o orijentaciji čestica u suspenziji s obzirom na to da sve čestice nisu sferične.

## Turbidimetrija i nefelometrija
Turbidimetrija i nefelometrija su metode kojima se određuje koncentracija čestica u suspenziji. Osniva se na elastičnom raspršivanju elektromagnetskog zračenja na suspendiranim česticama u otopini. Mjeri se smanjenje jačine (intenziteta) prolaznog zračenja ili jačine raspršenog zračenja kao posljedicu sraza s česticama. Raspršivanje elektromagnetskog zračenja na suspendiranim česticama često se naziva i Tyndallov učinak. Raspršenje može biti Rayleighovog, Debyeovog ili Mieovog tipa, ovisno o veličini čestica. Ako je dimenzija čestica reda veličine valne duljine upadnog zračenja ili manja, zračenje će se raspršivati, no ako je veća doći će do refleksije. Optimalna veličina čestica da bi došlo do raspršenja je od 100 do 1000 nanometara, dakle veličina koloida.
Kod turbidimetrijskih mjerenja pravocrtno usmjereno zračenje prolazi iz izvora kroz otopinu uzorka do detektora, a mjeri se smanjenje intenziteta prolaznog zračenja. Turbidimetrijski se određuje zamućenje vode u ekološkom okruženju ili koncentracija u sustavima u kojima reakcijom nastaje talog koji se teško filtrira zbog malih čestica ili želatinozne prirode taloga. Turbidimetrija često zamjenjuje dugotrajno gravimetrijsko određivanje. U turbidimetriji mjeri se prijenos (transmitancija) primarne zrake:
T  = I / I0
gdje je: I0 - jačina (intenzitet) ulaznog zračenja nakon prolaska kroz slijepu probu, I - jačina zračenja nakon prolaska kroz uzorak. Propušteno zračenje je proporcionalno koncentraciji suspendirane tvari prema izrazu koji je analogan Beerovom zakonu:
S = log I / I0 = kbc
gdje je: S - zamućenje, k - konstanta proporcionalnosti, koji puta nazvana koeficijentom zamućenja, b - duljina puta kroz uzorak, a c – koncentracija otopine.

### Instrumenti za mjerenje zamućenja
Plavo svijetlo se raspršuje učinkovitije nego crveno (zbog čega je i boja neba plava - Rayleighovo raspršenje). Kroz obojene suspenzije propušta se zračenje iste boje (monokromatsko svjetlo), opet zbog smanjenja apsorpcije. Mjerni instrumenti koji se koriste u turbidimetriji su vrlo slični spektrometrima za ultraljubičasto područje (spektrofotometri), a mogu se koristiti i obični spektrofotometri ili čak kolorimetri. Izvori zračenja su živin luk s filtrima za odabir samo jedne valne duljine ili volframova svjetiljka u kombinaciji s monokromatorima ili filtrima. Monokromatsko svijetlo je nužno kod turbidimetrijskih određivanja da se smanji apsorpcija elektromagnetskog zračenja na česticama, te da je smanjenje jačine posljedica uglavnom raspršenja (prividna apsorpcija). Detektori su u turbidimetriji, kao i u spektrofotometriji, fotoćelije, a fotomultiplikatori su potrebni kod nefelometrijskih instrumenata. Kivete za tekuće uzorke su u turbidimetriji iste kao i za spektrofotometrijska određivanja.

#### Nefelometrija
U nefelometriji mjeri se jačina (intenzitet) elastično raspršenog zračenja na koloidnim česticama pod kutem, uglavnom od 90º, na smjer početne (inicijalne) zrake svjetlosti. Intenzitet raspršenog zračenja proporcionalan je zamućenju otopine. Instrumenti za nefelometrijska mjerenja su posebni instrumenti s vrlo stabilnim izvorima zračenja, kivete su ili okrugle gdje zračenje dolazi kroz dno, a mjeri se raspršeno kroz stijenku cilindra, ili slične kao kod molekularne luminiscencije, a detektori su fotomultiplikatorske cijevi.
Nefelometrijska mjerenja su pogodna za analizu otopina slabog zamućenja. Sustavi se, ako se određuje zamućenje, kalibriraju sa suspenzijama formazina (polimerni spoj, primarni standard za kalibraciju) ili sa sekundarnim standardima koji mogu biti stakleni štapovi raznog stupnja neprozirnosti i na taj način simuliraju zamućene sustave. Suspenzije formazina su po boji slične mlijeku. Oprez! Za formazin postoji vjerojatnost da je kancerogen. Ako je mjerenje zamućenja u funkciji zamjene dugotrajnog gravimetrijskog određivanja, sustav se kalibrira kao i svako relativno instrumentalno određivanje jednim od postupaka kalibracije. Rezultati nefelometrijskih i turbidimetrijskih mjerenja ne mogu se direktno uspoređivati kada se određuje zamućenje otopina.

## Mjerne jedinice zamućenja
Jedinice u kojima se izražava zamućenje su NTU (engl. Nephelometric Turbidity Units), FTU (engl. Formazine Turbidity Units) ako se mjeri nefelometrijski, a FAU (engl. Formazine Attenuation Units) ako se mjeri smanjenje intenziteta u prolaznom zračenju turbidimetrijski. Svi propisi i standardi za vodene ekosustave traže nefelometrijska određivanja i rezultate daje u NTU jedinicama. U literaturi postoje podaci da1 NTU odgovara ekvivalentu od 1 g/l suspendiranog silicijevog dioksida SiO2 u čistoj vodi. Metode koje se osnivaju na raspršenju elektromagnetskog zračenja upotrebljavaju se najčešće za određivanje koncentracije u suspenzijama (turbidimetrija i nefelometrija), ili zaodređivanje stupnja zamućenja u ekosustavima, ali primjena nije ograničena samo na ta određivanja. Raspršenjem elektromagnetskog zračenja može se odrediti veličina čestica, raspodjela i molekulska masa (posebno za polimerne čestice). Ta određivanja, iako se osnivaju na istim načelima nisu tako jednostavna. 
U Hrvatskoj je maksimalno dozvoljeno zamućenje pitke vode 4 NTU, dok je na primjer u Sjedinjenim Američkim Državama 1 NTU.

## Poveznice
- Kakvoća vode
- Obrada vode
- Pročišćavanje vode
- Zamućenje